# Sabeus
Per la secta religiosa dels sabeus al Kurdistan Iraquià, vegeu sabeus (religió)

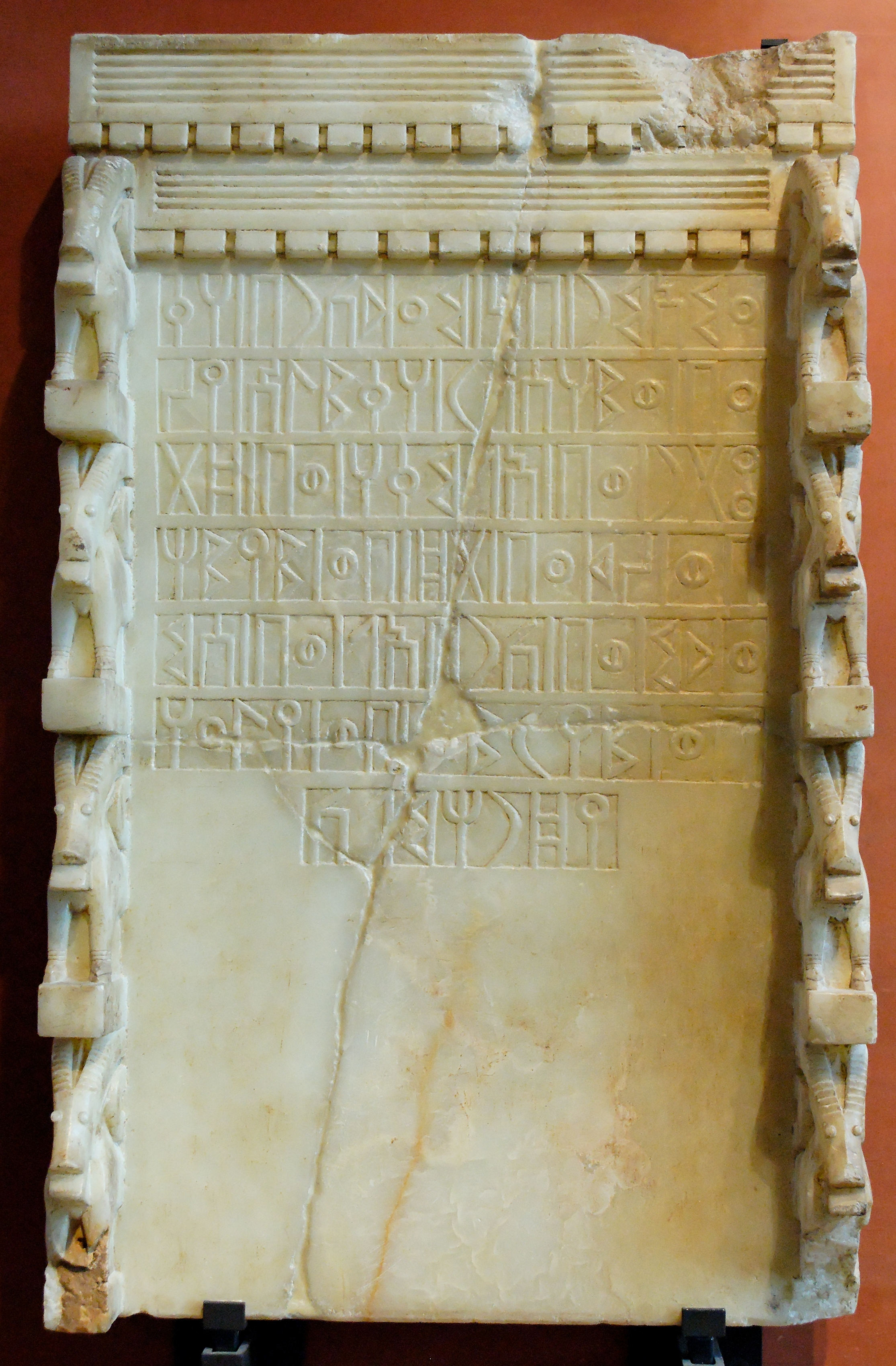
inscripció sabea

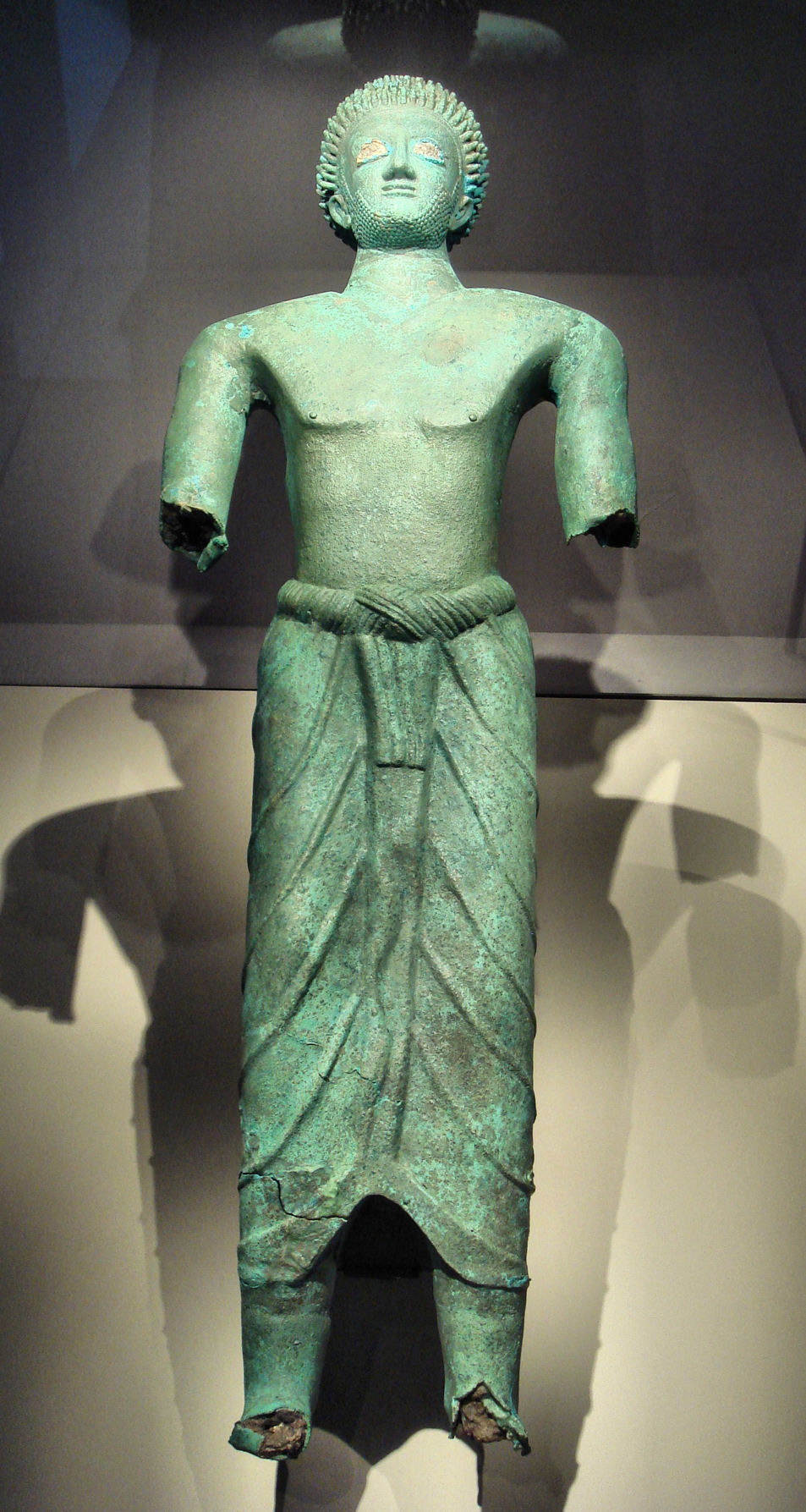
Figura de bronze trobada a al-Bayda (Iemen) antiga Nashqum al regne de Sabà, del segle VI o V aC (Museu del Louvre.

Els sabeus (àrab: السبأيون, as-saba’īyūn) foren un antic poble del sud d'Aràbia que parlava una llengua anomenada llengua sabea i vivia al que avui dia és el Iemen. En algun moment van establir una colònia a D'mt, lloc del nord d'Etiòpia i Eritrea i controlaven la ruta comercial de la mar Roja. El regne de Sheba (regne de Sabà) de la Bíblia i el poble dels sabeus són generalment identificats, si bé no hi la certesa que sigui així. El regne ocupava la zona de Marib i la franja de desert anomenada Sayhad pels geògrafs medievals (moderna Ramlat al-Sabatayn).
Els sabeus eren un poble sudaràbig vei dels mineus (al nord), dels hadramites (Hadramaut) a l'est i dels qatabans al sud. El seu gran èxit fou la construcció d'embassaments i d'un sistema de reg a base de rescloses, en un lloc on només plovia 15 dies una temporada i un mes i mig a l'altra i el riu fora d'aquest temps estava sempre sec. Van exercir el cultiu i el comerç de les espècies i les plantes aromàtiques, especialment encens i mirra. Les inscripcions que van deixar són nombroses especialment a Marib. Els treballs de regadiu encara es poden seguir per fotografia aèria. La seva hegemonia va durar uns mil anys almenys (de 750 aC a 250 aC).

## Història
Es creu que la tribu dels sabeus va començar a exercir l'hegemonia sobre part del que havien estat les tribus kahtanites, a l'inici del I mil·lenni, sota uns grans sacerdots esmentats (al segle VIII) com el Mukarrib de Sabà (inscripció datada el 715 aC). Posteriorment s'esmenta a la "tribu de Sabà", la "Marib poblada de sabeus" i als "Senyors de Marib i les seves valls". Les tribus kahtanites haurien originat també els himyarites, els mineus i els catabans (qatabans) que eren els seus veïns. Vers el 26 aC August va enviar un exèrcit a l'Aràbia que ell anomena Aràbia Beneïda i generalment és esmentada com Arabia Felix i diu que les seves forces van capturar diverses ciutats i van matar molts enemics arribant al territori dels sabeus i la ciutat de Mariba
A partir del segle i o II els reis himyarites es van titular reis de Sabà i Dhu-Raydan (que era el castell reial de la capital himyarita de Zafar). Encara que sabeus i himyarites tenien territoris diferents tots dos reis es proclamaven reis de Sabà el que podria voler dir que el rei de Sabà havia caigut sota vassallatge del dels himyarites, vassallatge que finalment va derivar en annexió o unió. Al final segle iii els himyarites dominaven tota l'Aràbia del sud, passant Marib a ser part del regne unit sabeu-himyarita i santuari central del regne. El regne unit va caure en poder dels etíops vers 525.